# 沪汉蓉快速客运通道
沪汉蓉快速客运通道，是中国一条已建成的快速铁路，铁路客运系统正式名称为宁蓉铁路、铁路工务系统正式名称为沪蓉铁路:95。全线东起上海市，途经江苏省南京市、安徽省合肥市、湖北省武汉市、重庆市等主要城市，西到四川省成都市，全长1985公里。上海至南京段设计速度为350公里/小时，南京至成都段设计时速为200-250公里/小时（其中宜万铁路段175公里/小时）。该线是中国“四纵四横”铁路快速客运通道中的「一横」，服务于中国华东沿海地区、华中地区和西南地区，已于2013年12月28日全线建成通车，并于2014年7月1日开行全线贯通的动车组列车。
根据中国铁路总公司的安排，现在沿线各省市在进行全程时速350公里的沪渝蓉高速铁路的规划。

## 上海—南京段
此段由沪宁城际铁路、京沪高速铁路组成。
- 沪宁城际铁路：2008年7月1日开工，设计时速350公里。2010年7月1日正式通车（300公里距离运行最快73分钟）。
- 京沪高速铁路：2008年4月18日全线开工，总投资2200亿元，设计时速350-380公里，初期运营时速310公里。2011年6月30日投入运营。

## 南京—合肥段
自合肥枢纽引出，沿合宁高速公路，向东经合肥肥东县、巢湖市、全椒县至江苏省南京市，跨越安徽、江苏两省四市四区，全线建筑总长度166公里，其中安徽境内119公里，全线总投资44亿，为国家I级双线电气化铁路。2005年7月开工建设，设计旅客列车最高运行速度为每小时200公里，预留时速250公里的条件，已于2018年7月1日提速至250km/h运行；货车最高运行时速120公里。于2008年4月18日开通，8月1日开行了动车组列车。

## 合肥—武汉段
全长351公里，为国家I级双线电气化铁路，2005年10月开工建设，设计时速200公里，并预留时速250公里及以上发展条件，是中国第一条设计时速超过200公里，完全按客运专线配置设计的客货共线铁路，总投资达160亿元，已于2018年7月1日与合宁铁路同时提速至250km/h运行。
东起合肥，经六安、麻城、红安，西至汉口站，与武汉-重庆-成都铁路相衔接，地处沪汉蓉快速通道的中心地带，是撑起沪汉蓉铁路脊梁的关键组成部分。全线于2008年10月实现贯通，12月31日全线开通货车运营，2009年4月1日起开行动车组列车。

## 武汉—宜昌段
全长291公里，为国家Ⅰ级双线电气化铁路，设计时速200公里（预留250公里及以上发展条件），工期计划4年，自汉口站连合武铁路，途经汉川、天门、仙桃、潜江、荆州、枝江等地，终点为宜昌东站接宜万铁路，客运为主，兼顾货运。2008年9月17日11时，汉宜铁路开工动员大会在武汉东西湖汉江北岸蔡家湾特大桥工地举行，标志着汉宜铁路全线动工。2012年7月1日正式通车。

## 宜昌—重庆段
由宜万铁路宜昌至利川段和渝利铁路共同组成。

### 宜万铁路（宜昌至利川段）
东起宜昌东站，西止万州站，途经湖北省宜昌市、恩施州和重庆市万州区，全长376.99公里。为国家I级干线电气化铁路。其中正线桥隧总长278.82公里，占线路总长74%。2004年1月，国家发展和改革委员会以发改投资[2004]75号文正式批准开工建设。2006年9月15日，国家批准宜万铁路复线建设，宜昌东站至利川凉雾段一次建成双线电气化铁路，全长288.4公里。设计开通时速宜昌至凉雾段为160公里、凉雾至万州段为120公里。2010年12月22日建成通车，2014年7月1日开行动车组，标志着沪汉蓉高速铁路动车组全线贯通。

### 渝利铁路
全长244.269公里，设计为国铁Ⅰ级干线，双线，电力牵引，时速200公里，建设总工期4年，在恩施州境内长约28公里。西起重庆北站，途经涪陵、丰都、石柱，在利川凉雾站与宜万铁路接轨，是构成沪汉蓉快速客运通道的重要组成部分。国家已批准新建重庆至利川铁路立项，于2008年12月29日全线开工建设，2013年12月28日正式通车运行。

## 重庆—成都段
近期由兰渝铁路重庆北至渭沱段、遂渝铁路渭沱至遂宁段和遂成铁路共同组成。

### 兰渝铁路（重庆北至渭沱段）
兰渝铁路重庆北至渭沱段开通运营后计入滬漢蓉通道，原遂渝铁路渭沱站至井口站命名为渭井线。

### 遂渝铁路
遂渝铁路是中国西部首条高标准铁路，设计最高时速200公里，目前限速160km/h。全长128公里，总投资49.25亿元。按国家Ⅰ级铁路干线标准建造，全线为电气化牵引，正线为双线。西起既有的达成铁路遂宁站，途经四川省遂宁市和重庆市潼南区、合川区、北碚区等地，东至襄渝铁路的北碚站，接入重庆铁路枢纽。遂渝铁路2003年2月25日开工，2005年4月23日全线贯通。2006年5月1日开通客运，2010年起开行动车组列车。2012年底遂渝铁路二线建成通车。兰渝铁路渭沱至重庆北段开通运营后，遂渝铁路分为两段命名——遂宁南站至渭沱站计入沪蓉线，渭沱站至井口站命名为渭井线。

### 遂成铁路
原为“达成铁路遂成段扩能改造工程”，2005年初开始扩能改造，于2009年7月7日全线开通并投入运营。该段为成渝快速客运通道和沪汉蓉铁路大通道的共线部分，新建双线电气化铁路速度目标值为200公里／小时，以客运为主，设计近期开行客车74对，远期130对。

## 运营
从2019年7月10日起，宁蓉铁路将增开10对动车组列车。
2020年2月由于新冠病毒疫情导致旅客大量减少、列车大量停运，为线路整治提供了前所未有的条件，自2月15日开始，成都局集团组织宁蓉线童家溪至大英东区间、云顶隧道开始进行设备病害集中修缮。